# Pietro Pavan
Pietro Pavan (30 de agosto de 1903 - 26 de dezembro de 1994) foi um cardeal italiano da Igreja Católica Romana de 1985 a 1994. Ele foi nomeado por João Paulo II em 25 de maio de 1985.

## Biografia
Pavàn estudou em Roma, como aluno do Almo Collegio Capranica, e em Pádua filosofia, teologia e economia. Depois de se formar, foi ordenado sacerdote em 8 de julho de 1928. De 1933 a 1946 lecionou no seminário de Treviso.
Em julho de 1943 participou dos trabalhos que levaram à elaboração do Código Camaldoli.
Em 1946 foi nomeado conselheiro do Instituto Católico de Atividades Sociais. De 1948 a 1969 lecionou na Pontifícia Universidade Lateranense, da qual foi reitor de 1969 a 1973.
Colaborou com o Papa João XXIII na redação das encíclicas Mater et Magistra e Pacem in Terris.
Participou do Concílio Vaticano II como perito, falando na terceira sessão de setembro de 1964 para apoiar o princípio da liberdade religiosa, que se opunha à "tolerância religiosa" do esquema preparatório apresentado pelo Cardeal Alfredo Ottaviani.
Ele gozava de muito prestígio como estudioso da doutrina social da Igreja.
Foi criado cardeal pelo Papa João Paulo II em 25 de maio de 1985; o Papa dispensou-o, devido à sua idade avançada, da ordenação episcopal.
Faleceu em Roma em 26 de dezembro de 1994 e foi sepultado na capela das Filhas da Igreja no cemitério de Verano.